# Stephen Laybutt
Stephen John Laybutt (Lithgow, Australia, 3 de septiembre de 1977 - Cabarita Beach, Australia 13 de enero de 2024) fue un futbolista australiano, que se desempeñó como defensa y que militó en diversos clubes de Australia, Bélgica, Holanda, Japón y Noruega. Se suicidio el 13 de enero de 2024 a los 46 años.

## Clubes
| Club                  | País         | Año         |
| --------------------- | ------------ | ----------- |
| Wollongong Wolves     | Australia    | 1995–1997   |
| Brisbane Strikers     | Australia    | 1997–1999   |
| Bellmare Hiratsuka    | Japón        | 1999        |
| Parramatta Power      | Australia    | 1999–2000   |
| Feyenoord             | Países Bajos | 2000        |
| RBC Roosendaal        | Países Bajos | 2000–2001   |
| Lyn Oslo              | Noruega      | 2001        |
| Sydney Olympic        | Australia    | 2002        |
| Brisbane Strikers     | Australia    | 2002 - 2003 |
| Excelsior Mouscron    | Bélgica      | 2003–2004   |
| KAA Gent              | Bélgica      | 2004–2007   |
| Newcastle United Jets | Australia    | 2007–2008   |

## Selección nacional
Ha sido internacional con la Selección de fútbol de Australia; donde ha jugado 15 partidos internacionales y ha anotado 1 solo gol por dicho seleccionado. También participó en el seleccionado Sub-23, donde jugó apenas 9 partidos.